# Паддок (тауншип, Миннесота)
Паддок (англ. Paddock) — тауншип в округе Оттер-Тейл, Миннесота, США. На 2000 год его население составило 323 человека.

## География
По данным Бюро переписи населения США площадь тауншипа составляет 92,6 км², из которых 92,5 км² занимает суша, а 0,2 км² — вода (0,17 %).

## Демография
По данным переписи населения 2000 года здесь находились 323 человека, 108 домохозяйств и 84 семьи.  Плотность населения —  3,5 чел./км².  На территории тауншипа расположено 128 построек со средней плотностью 1,4 построек на один квадратный километр. Расовый состав населения: 97,52 % белых, 0,62 % коренных американцев и 1,86 % приходится на две или более других рас. Испанцы или латиноамериканцы любой расы составляли 0,31 % от популяции тауншипа.
Из 108 домохозяйств в 38,9 % воспитывались дети до 18 лет, в 72,2 % проживали супружеские пары, в 2,8 % проживали незамужние женщины и в 21,3 % домохозяйств проживали несемейные люди. 16,7 % домохозяйств состояли из одного человека, при том 6,5 % из — одиноких пожилых людей старше 65 лет. Средний размер домохозяйства — 2,99, а семьи — 3,44 человека.
31,3 % населения — младше 18 лет, 9,3 % — в возрасте от 18 до 24 лет, 23,5 % — от 25 до 44, 26,3 % — от 45 до 64, и 9,6 % — старше 65 лет. Средний возраст — 36 лет. На каждые 100 женщин приходилось 111,1 мужчин.  На каждые 100 женщин старше 18 приходилось 131,3 мужчин.
Средний годовой доход домохозяйства составлял 33 542 доллара, а средний годовой доход семьи —  35 833 доллара. Средний доход мужчин —  21 458  долларов, в то время как у женщин — 18 875. Доход на душу населения составил 14 081 доллар. За чертой бедности находились 7,1 % семей и 11,8 % всего населения тауншипа, из которых 17,4 % младше 18 и 27,8 % старше 65 лет.